# Dark Adrenaline
Dark Adrenaline šesti je studijski album talijanskog gothic metal-sastava Lacuna Coil. Naziv albuma potječe od negativnih stvari koje su doživjeli članovi skupine, što je za bio njih izvor snage. Posljednja pjesma albuma »My Spirit« nosi posvetu: "This song goes to our fallen brother Pete. We miss you but your legacy will be forever with us" - Ovo je pjesma za našeg palog brata Petea. Nedostaješ nam ali tvoje naslijeđe će zauvijek biti s nama. - Pjesma je posvećena Peteru Steeleu preminulom članu skupine Type O Negative. Pjevač Ferro je rekao "On je bio naš dugogodišnji veliki prijatelj jer smo zajedno bili na turnejama i one noći kad smo saznali da je umro Marco Zelati naš basist je napisao glazbu te noći, to je bio spontani izraz počasti našem prijatelju".  Uz uobičajene zahvale članova sastava nalazi se i istaknuta poruka: "In the past years we've lost some friends and we'd like to salute them here: Peter Steele, Ronnie James Dio, Paul Gray, Jimmy "The Rev" Sullivan, R.I.P." - Prošlih godina smo izgubili neke prijatelje i ovdje bi ih htjeli pozdraviti...

## Popis skladbi
| Br. | Skladba                       | Trajanje |
| --- | ----------------------------- | -------- |
| 1.  | »Trip the darkness«           | 3:12     |
| 2.  | »Against You«                 | 3:51     |
| 3.  | »Kill the Light«              | 3:35     |
| 4.  | »Give Me Something More«      | 3:56     |
| 5.  | »Upsidedown«                  | 3:04     |
| 6.  | »End of Time«                 | 3:53     |
| 7.  | »I Don't Believe in Tomorrow« | 4:12     |
| 8.  | »Intoxicated«                 | 3:48     |
| 9.  | »The Army Inside«             | 3:12     |
| 10. | »Losing My Religion«          | 3:42     |
| 11. | »Fire«                        | 2:55     |
| 12. | »My Spirit«                   | 5:50     |